# Brachylophus
Brachylophus är ett släkte av ödlor. Brachylophus ingår i familjen leguaner.
Arterna förekommer på olika öar i Oceanien. Dessa ödlor har en grön kroppsfärg och de är med en längd av 140 till 195 mm samt en vikt av 140 till 310 g ganska stora. Arterna kan troligtvis tappa svansen. Hos två arter har honor en annan färg än hannar. Exemplaren vistas ofta i trädens kronor och de har växtdelar som föda. Individer som överraskas sitter orörlig och väntar. Hannar försvarar sitt revir.
Arter enligt Catalogue of Life:
- Brachylophus fasciatus
- Brachylophus vitiensis

The Reptile Database listar ytterligare en art i släktet:
- Brachylophus bulabula

IUCN listar Brachylophus vitiensis som akut hotad (CR) och de andra som starkt hotad (EN).